# Pia Fink
Pia Fink (Münsingen, 10 luglio 1995) è una fondista tedesca.

## Biografia
Originaria di Münsingen e attiva in gare FIS dal dicembre del 2011, la Fink ha esordito in Coppa del Mondo il 30 dicembre 2017 a Lenzerheide (36ª) e ai Campionati mondiali a Seefeld in Tirol 2019, dove si è classificata 15ª nella 10 km, 25ª nella 30 km e 30ª nello skiathlon. Ai Mondiali di Oberstdorf 2021 si è piazzata 20ª nella 10 km, 24ª nella 30 km, 19ª nello skiathlon e 5ª nella staffetta; l'anno dopo ai XXIV Giochi olimpici invernali di Pechino 2022, suo esordio olimpico, è stata 25ª nella 30 km, 25ª nello skiathlon e 15ª nella sprint. Ai Mondiali di Planica 2023 ha vinto la medaglia d'argento nella staffetta e si è classificata 7ª nella 10 km, 13ª nella 30 km e 14ª nello skiathlon e il 3 dicembre dello stesso anno ha conquistato a Gällivare in staffetta il primo podio in Coppa del Mondo (2ª); ai Mondiali di Trondheim 2025 ha vinto la medaglia di bronzo nella staffetta e si è piazzata 11ª nella 10 km, 13ª nella 50 km e 20ª nello skiathlon.

## Palmarès

### Mondiali
- 2 medaglie:
  - 1 argento (staffetta a Planica 2023)
  - 1 bronzo (staffetta a Trondheim 2025)

### Coppa del Mondo
- Miglior piazzamento in classifica generale: 30ª nel 2023
- 2 podi (a squadre):
  - 2 secondi posti